# مجموعه تپه‌های چیا گیوه
مجموعه تپه‌های چیا گیوه مربوط به عصر مس و سنگ - دوره هخامنشی - دوره اشکانیان - دوره سلجوقیان است و در شهرستان کرمانشاه، بخش مرکزی، دهستان دورود فرامان، ۵۰۰ متری شرق و جنوب شرق روستای سیاه بید سفلا واقع شده و این اثر در تاریخ ۱۸ اسفند ۱۳۸۷ با شمارهٔ ثبت ۲۴۸۳۱ به‌عنوان یکی از آثار ملی ایران به ثبت رسیده است.